# Pro-Pain
Pro-Pain es una banda estadounidense de hardcore fundada en los 90 por el vocalista y bajista Gary Meskil y el bateristaDan Richardson, ambos miembros fundadores de Crumbsuckers. Su sonido se caracteriza por mezclar géneros del metal como el thrash y groove con influencias de hardcore punk y ritmos callejeros como el hip hop, resultando en un estilo denominado nu metal.
Considerados también una banda perteneciente a la nueva ola del New York Hardcore.
Su disco más representativo es Foul Taste of Freedom.

## Discografía
- Foul Taste of Freedom (1992)
- The Truth Hurts (1994)
- Contents Under Pressure (1996)
- Pro-Pain (1998)
- Act of God (1999)
- Round 6 (2000)
- Shreds of Dignity (2002)
- Fistful of Hate (2004)
- Prophets of Doom (2005)
- Age of Tyranny - The Tenth Crusade (2007)
- No End in Sight (2008)
- Absolute Power (2010)
- Straight To The Dome (2012)
- The Final Revolution (2013)
- Voice of Rebellion (2015)